# Alberto Puyana
Alberto Puyana (Cádiz, 25 de febrero de 1974), es un escritor español reconocido con multitud de premios nacionales e internacionales, y autor de novela. 

## Biografía
Su infancia y adolescencia en el gaditano barrio de Santa María, siendo vecino del conocido autor y comparsita gaditano Antonio Martínez Ares. De formación lasaliana, cursó estudios universitarios en la UCA (Universidad de Cádiz) en la Diplomatura de Enfermería, graduándose en el año 1995. A partir de aquí, su vida laboral le llevó a los hospitales públicos de Puerto Real, Cádiz, Jerez, Algeciras y La Línea. 
Fue columnista de opinión del periódico La Voz del Sur a lo largo de tres años, desde 2015 a 2018. Enfermero de profesión, hasta el año 2024 ejerció como responsable en Sanidad del Sindicato CSIF en la provincia de Cádiz

## Obra
Tiene publicadas cinco novelas, un poemario y diversos relatos en antologías.

### Novelas
- “El Preticante” (Bubok, 2012), novela satírica que fue finalista del IV Premio de Creación Literaria Bubok[8][9]
- "Lo que no te conté” (Tandaia, 2017), un thriller que fue semifinalista del Premio de Novela Ateneo Ciudad de Valladolid 2013;[10]
- “La horma del zapato ajeno” (Alma Negra, 2019), novela finalista del certamen organizado por la editorial madrileña,[11]
- “Corpore Insepulto” (Kaizen Editores, 2022).[12][13]
- "Matacrías" (Kaizen Editores, 2025)[14]

### Antologías
- “El mundo de la fantasía” (El Sastre de los Libros, 2014),
- “Relatos na rúa” (Elvira, 2014), “Pax Tibi/Nieve sobre el cerezo” (Evohé, 2015),
- “El bosque del inglés” (Evohé, 2016)
- “La Máscara de Thebe/El precio que pagan los conejos al rugir” (Evohé, 2017),
- “Ser el mejor de los hombres/Flores que el río arrastra lejos” (Evohé, 2019),
- “Amigo mío/Las justas florales” (Evohé, 2020),
- “Niebla en la orilla” (Kaizen Editores, 2021) y
- “La mala tierra/El tiempo en el que fermenta la levadura” (Evohé, 2023).

## Reconocimientos
Desde que comenzó a participar en certámenes literarios, a finales de 2011, ha resultado ganador de 43 premios en concursos nacionales e internacionales, entre los que destacan los certámenes Hispano-Luso José Antonio de Saravia 2018, “Nómadas RNE” al Mejor Diario de Viajes 2016, “Hospital San Rafael” de la Universidad de Nebrija 2016, “Puente Zuazo” 2015, “Marbella Activa” 2015 y 2021 (siendo el único autor que ha ganado este certamen en dos ocasiones), “Leopoldo de Luis” 2014, y el reciente Premio Místico Literario 2022, galardón otorgado por el Festival Algeciras Fantástika (sobre género fantástico y de terror).
| Primeros premios                                                                    | Primeros premios |
| Premio                                                                              | Año              |
| ----------------------------------------------------------------------------------- | ---------------- |
| XX Certamen Literario “Villa de Medellín”                                           | 2023             |
| Festival Algeciras Fantástika (Premio Místico Literario)                            | 2022             |
| XXXI Certamen de Narrativa Villa de El Escorial “María Fuentetaja”                  | 2022             |
| XX Concurso de Relato Breve “Saturnino Calleja”                                     | 2022             |
| VIII Concurso de relatos “Marbella Activa”                                          | 2021             |
| XIII Cibercertamen “Hipatia de Alejandría” de literatura breve de Lleida            | 2021             |
| XLIII Justas Florales de Tobarra. Modalidad de Cuento                               | 2021             |
| VIII Certamen de Relatos de la Federación Taurina de Castellón                      | 2021             |
| VI Concurso Internacional de Microrrelatos “Jorge Juan y Santacilia”                | 2019             |
| XIX Certamen Literario Hispano Luso “José Antonio de Saravia”                       | 2018             |
| I Concurso Literario de Relato Corto “Festivá Andalú” de Rota                       | 2017             |
| XXIX Certamen de Relato Corto de la Biblioteca Municipal de Pilas                   | 2017             |
| XXX Certamen Literario de Moriles. Modalidad Prosa                                  | 2017             |
| II Certamen Literario en la modalidad de castellano de Montserrat                   | 2017             |
| Concurso de Diarios de Viaje de “Nómadas” RNE                                       | 2016             |
| III Concurso Internacional de Microrrelatos “Jorge Juan y Santacilia”               | 2016             |
| VI Certamen Literario Internacional “Manuel Vidrié”                                 | 2015             |
| XV Certamen de Narrativa “Enrique Orizaola” de Córdoba                              | 2015             |
| XLI Concurso de Cuentos “Puente Zuazo”                                              | 2015             |
| III Certamen de Relatos Breves “Ecos Loperanos”                                     | 2015             |
| II Concurso de Relatos “Marbella Activa”                                            | 2015             |
| VI Certamen Literario “Leopoldo de Luis”                                            | 2014             |
| XI Certamen Literario de Relatos Cortos de Miajadas                                 | 2014             |
| XII Concurso Literario “Villa de Colmenarejo”                                       | 2013             |
| I Concurso Internacional “Doyrensmic” de Relatos Fantásticos                        | 2013             |
| I Concurso de Cartas de Amor “Holiday Rural”                                        | 2013             |
| IV Concurso de Relatos “1000 caminos”                                               | 2013             |
| XIX Certamen de Cartas de Amor “Ciudad de Bailén”                                   | 2013             |
| III Concurso de Relatos “1000 caminos”                                              | 2012             |
| Segundos premios                                                                    |                  |
| Premio                                                                              | Año              |
| XVII Certamen de Relatos Breves “San Juan de Dios”                                  | 2016             |
| IV Certamen de Relatos Cortos “La Plaza de la Verdura” de Ubrique                   | 2015             |
| I Certamen Literario de Relatos Solidarios de Puerto Real                           | 2013             |
| Terceros premios                                                                    |                  |
| Premio                                                                              | Año              |
| IX Concurso de Relato Histórico “Hislibris”                                         | 2017             |
| Accésit                                                                             |                  |
| Premio                                                                              | Año              |
| XIV Premio de Microrrelatos de la Red de Bibliotecas Públicas Municipales de Madrid | 2022             |
| VI Certamen de Relatos Breves “Ecos Loperanos”                                      | 2018             |
| XVI Concurso de Relatos “El Coloquio de los Perros” de Montilla                     | 2018             |
| XIV Certamen de Relatos del CIM de San Roque                                        | 2015             |
| XIII Certamen de Relato Corto “Guillermo González” de Ribadesella                   | 2015             |
| VI Concurso Literario de Relatos Breves “Casa de Jaén” en Córdoba                   | 2015             |
| Mención Honorífica                                                                  |                  |
| Premio                                                                              | Año              |
| XI Concurso Literario “Museo L’Iber” de Valencia de relato corto                    | 2023             |
| XVIII Concurso de Relatos “El Coloquio de los Perros” de Montilla                   | 2021             |
| IX Premio Internacional de Relato “Patricia Sánchez Cuevas” de Alcobendas           | 2017             |
| I Certamen de Microrrelatos de Aranda de Duero                                      | 2016             |